# Giulia Patanè
Giulia Patanè (Catania, 9 novembre 2000) è una cestista italiana.

## Carriera
Alta 186 cm, ha giocato come centro a Battipaglia e Sassari nella massima serie italiana.
Ha vestito la maglia della Nazionale italiana giovanile.